# Reider Péter
Reider Péter (Marcali, 1997. március 8. –) magyar színész.

## Életpályája
Két testvére van. Felesége Reider-Misik Renáta táncművész-sminkes. Gyermekkorát Lengyeltótiban töltötte. A kaposvári Munkácsy Mihály Gimnáziumban érettségizett.
A színészettel a Roxínházban és a Déryné Vándortársulatban ismerkedett meg. 2015–2020 között a Színház- és Filmművészeti Egyetem hallgatója, Hegedűs D. Géza, Forgács Péter és Marton László osztályában.
Egyetemi gyakorlatát a Vígszínházban töltötte, 2020–2021-ben társulati tag. 2021–2022-ben a Pécsi Nemzeti Színház színésze volt, jelenleg szabadúszó színművész.

## Fontosabb színházi szerepei
| Szerző                                                                | Előadás címe                          | Szerep                              | Színház               | Rendező            | Bemutatás éve / Szerepátvétel |
| --------------------------------------------------------------------- | ------------------------------------- | ----------------------------------- | --------------------- | ------------------ | ----------------------------- |
| Bertolt Brecht – Kurt Weill                                           | Koldusopera                           | Szomorúfűz Walter / Szopós Maca     | Szigligeti Színház    | Eszenyi Enikő      | 2023                          |
| Fjodor Mihajlovics Dosztojevszkij                                     | Bűn és bűnhődés                       | D. P. Razumihin / Sz. Z. Marmeladov | Pécsi Nemzeti Színház | Zsótér Sándor      | 2022                          |
| Egressy Zoltán                                                        | Sóska, sültkrumpli                    | Bíró (Lacikám)                      | Pécsi Nemzeti Színház | Vincze János       | 2022                          |
| Balázs Béla – Radványi Géza – Dés László – Nemes István – Böhm György | Valahol Európában                     | Hosszú / Leventeoktató              | Pécsi Nemzeti Színház | Vidákovics Szláven | 2021                          |
| Zerkovitz Béla – Szilágyi László                                      | Csókos asszony                        | Dorozsmay Pista                     | Pécsi Nemzeti Színház | Vidákovics Szláven | 2021                          |
| Friedrich Dürrenmatt                                                  | Az öreg hölgy látogatása              | Krach, negyedik polgár              | Vígszínház            | Rudolf Péter       | 2020                          |
| Molnár Ferenc                                                         | A doktor úr                           | Földrajz tanár / Első rendőr        | Vígszínház            | Zsótér Sándor      | 2020                          |
| Szirmai-Bakonyi-Gábor                                                 | Mágnás Miska                          | Baracs / Inas                       | Vígszínház            | Eszenyi Enikő      | 2019                          |
| Vidnyánszky-Vecsei-Kovács-Fitzgerald                                  | A nagy Gatsby                         | T. Capote                           | Vígszínház            | Vidnyánszky Attila | 2019                          |
| Bertolt Brecht                                                        | Baal                                  | Úr / Fiatal polgár                  | Pesti Színház         | Horváth Csaba      | 2019                          |
| Molnár-Dés-Geszti-Grecsó                                              | A Pál utcai fiúk                      | Csele                               | Vígszínház            | Marton László      | 2019–                         |
| Békés-Geszti-Dés                                                      | A dzsungel könyve                     | Maugli                              | Pesti Színház         | Hegedűs D. Géza    | 2019–                         |
| Charlie Chaplin                                                       | A diktátor                            | Járőr                               | Vígszínház            | Eszenyi Enikő      | 2018                          |
| Vecsei H. Miklós                                                      | Kinek az ég alatt már senkije sincsen | Tanu / Imre Sándor / Eötvös József  | Pesti Színház         | Vidnyánszky Attila | 2018                          |

## Filmjei
- Most vagy soha! (2024)